# Стеван Анђелковић
Стеван Анђелковић (рођен 8. фебруара 1988) је српски певач. Године 2004, стекао је значај као другопласирани у првој сезони Звезде Гранда. После паузе, представио се српској публици играјући улогу Перхана у новој верзији филма Дом за вешање 2010. године. У питању је била фолк опера која је изведена у Паризу.

## Младост
Анђелковић, рођен у Вучју, показао је интересовање за музику веома рано, тако да је у раној младости почео да учи да свира клавир и хармонику. Стекавши да игра на полупрофесионалном нивоу у београдској музичкој школи, са 16 година, учествовао је у првој сезони Звезде Гранда, где је освојио друго место, скупљајући популарност широм Србије.
Године 2010. наступио је као Перхан у изведби култног српског филма српско-босанског уметника Емира Кустурице, Дом за вешање, који је претходно играо Давор Дујмовић. Наступао је уз Милицу Тодоровић, која је интерпретирала Азру, чији је лик у оригиналу играла Синоличка Трпкова. Музичка интерпретација добила је велико признање због нових елемената које је уклопила у филмски класик.
Анђелковић живи у Београду и близак је пријатељ са Милицом Тодоровић .

## Твоје лице звучи познато
Један од његових значајнијих пројеката био је крајем 2017. године, када је био такмичар у четвртој сезони Твоје лице звучи познато, српска верзија Ваше лице звучи познато. Од 12 седмица победио је само једном када је опонашао Оливера Драгојевића, али је био фаворизиран и делима која имитирају Тому Здравковића, Тоше Проески, Емина Јаховић и Стефан Ђурић Раста. У финалу, он је победио целу сезону као Елвис Пресли у децембру 2017. године, изводећи "Увек на уму" и "Рок јужног затвора".

## Дискографија
Албуми
- Стартујмо (2005)

Синглови & ЕПс
- Пилула тона / Шта Возиш (2017)
- Шта Возиш? (2017)

Дуети и колаборације:
- Тамо далеко (са Тања Савић, Славица Ћуктераш, Бранислав Мојићевић, Дарко Филиповић, Немања Николић (певач))
- Кишно лето (са Тања Савић)
- Кавијар (под псеудонимом Др.М са Милиграм (музичка група) и Аленом Адемовићем)

Остало:
Песма "Да сам знао" је саундтрак за документарну емисију Досије (ТВ емисија) , епизоде о мафијашу Љуби Земунцу.

### Видеографија
| Спот                 | Година | Режисер             |
| -------------------- | ------ | ------------------- |
| Тамо далеко          | 2006   | CODE                |
| Није рано да се пије | 2013   | Горан Шљивић        |
| Кишно лето           | 2014   | LOONEYRAMA          |
| Пилула               | 2017   | Никола Матијевић    |
| Шта возиш            | 2017   | Марко Тодоровић     |
| Ко те лаже           | 2018   | TOXIC ENTERTAINMENT |
| Други живот          | 2019   | TOXIC ENTERTAINMENT |
| Да сам знао          | 2021   | Пример              |
| Туго, нема те дуго   | 2025   | Антонио Павловски   |

## Фестивали
Врњачка Бања:
- Анђела (Вече забавне музике), победничка песма, 2006

Гранд фестивал:
- Први пут, 2006
- Позовите цигане, 2008
- Љубав може и без нас, 2010
- Ко ће да ти суди, 2012
- Никад' праве љубави, 2014